# Pont Bleu
Ne doit pas être confondu avec Blauwbrug.

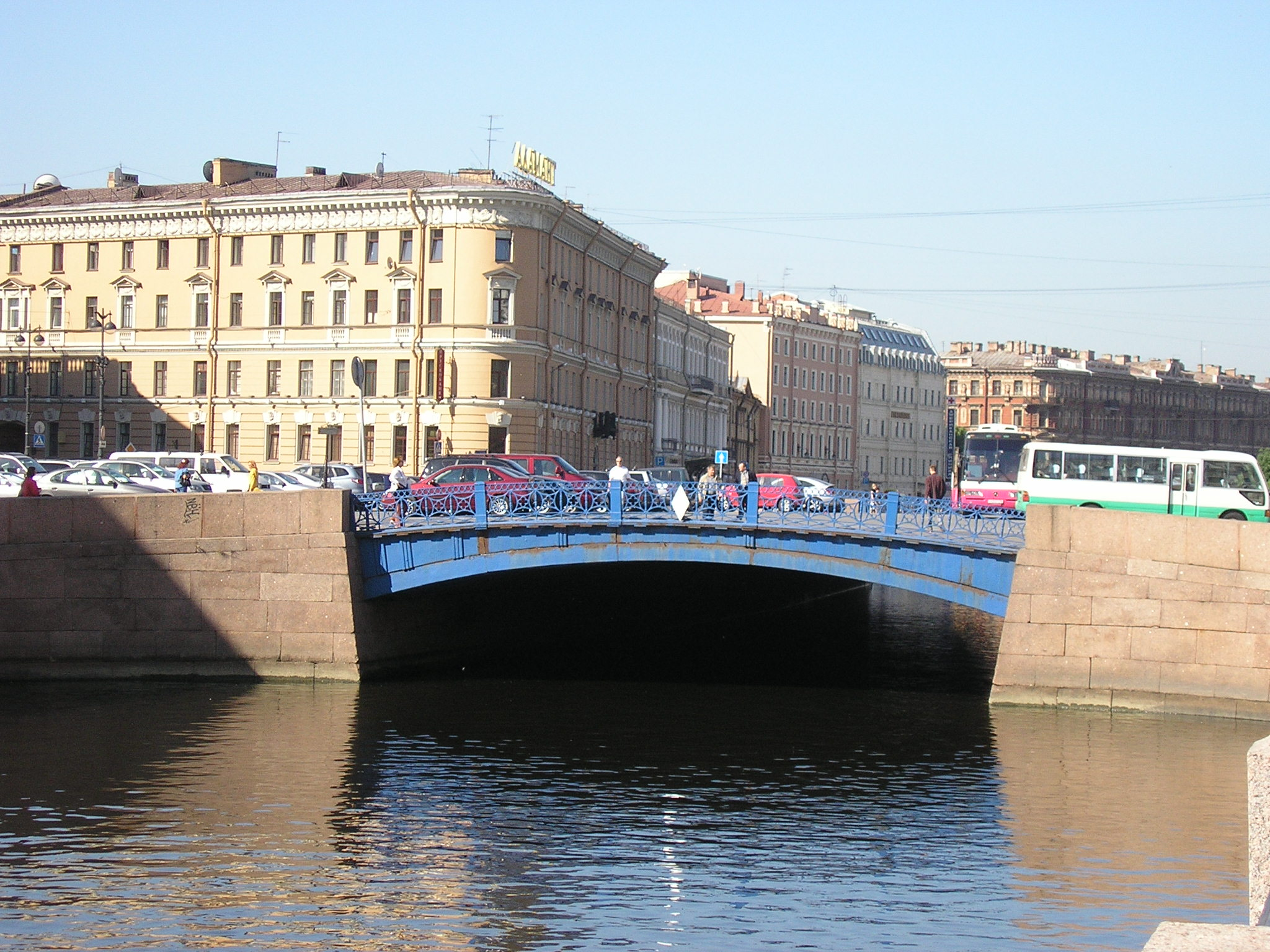
Vue du pont de l'amont.

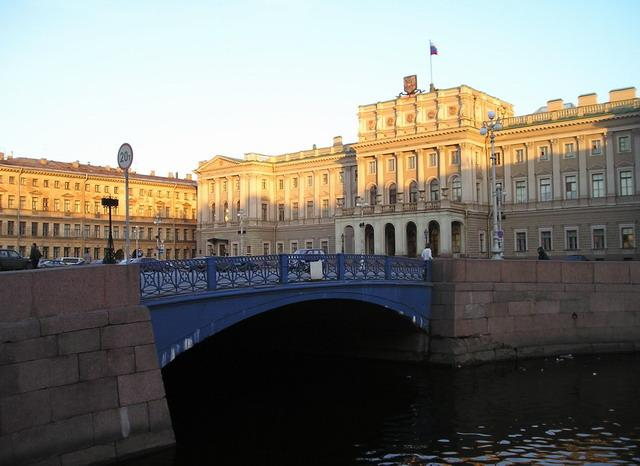
Le pont et le palais Marie.

Le pont Bleu (russe : Синий мост ; transcription ISO 9 de 1995 : Sinij most, traditionnelle : Sini most) est un pont du centre historique de Saint-Pétersbourg qui enjambe la Moïka. Il fait face au palais Marie qu’il relie à la place Saint-Isaac. Il mesure 97,3 m de large, étant ainsi le pont le plus large de la ville, et 35 m de long. Il tient son nom de la couleur de sa peinture.

## Histoire
William Hastie — ou William Heste (en) — a dessiné un premier pont de fonte, projeté en 1805 pour remplacer les ponts successifs en bois. Il est construit en 1818 et fait 41 m de large. Il est élargi en 1842-1843 à ses dimensions actuelles pour correspondre à celles du palais Marie qui abritait la fille de l’empereur Nicolas, connue pour son mécénat.
La plus grande partie du pont qui ressemble à une place sert aujourd’hui de parking. 